# 1895年のスポーツ
- 年度別スポーツ記事一覧

## アイスホッケー
- スタンレー・カップ優勝：モントリオール・ヴィクトリアズ (AHA)

## アメリカンフットボール
- 8月31日 - 最初のアメリカンフットボールのプロ・ゲームをピッツバーグで開催

## クリケット
- ジ・アッシズ（1894-1895シーズン）優勝：イングランド（3勝2敗）

## 競馬

### イギリス
クラシック
- 2000ギニー - カークコネル
- 1000ギニー - ガレオッティア
- エプソムダービー - サーヴィスト
- エプソムオークス - ラサジェス
- セントレジャーステークス - サーヴィスト

その他主要レース
- ジョッキークラブステークス - ラヴェーノ
- アスコットゴールドカップ - アイシングラス
- エクリプスステークス - ルジュスティシエ
- チャンピオンステークス - ラヴェーノ
- グランドナショナル - ワイルドマンフロムボルネオ

### アメリカ合衆国
- ウィザーズステークス - ルカーニア
- ベルモントステークス - ベルマー
- ローレンスリアライゼーションステークス - ブライトホエーブス

### フランス
- パリ大賞典 - アンドレ
- ジョッケクルブ賞 - オムニウム

### オーストラリア
- メルボルンカップ - アウラリア

## ゴルフ

### 世界4大大会（男子）
- 全米オープン優勝者：ホーレス・ローリンズ（アメリカ）
- 全英オープン優勝者：ジョン・ヘンリー・テイラー（イギリス）

## サッカー

### イングランド
- フットボールリーグ1部（1894-1895シーズン）優勝：サンダーランドAFC
- FAカップ決勝

アストン・ヴィラ 1-0 ウェスト・ブロムウィッチ・アルビオン

## 自転車競技
- 7月4日 - 日本初の自転車競走、横浜外人居留地で開催

## テニス

### グランドスラム
- 全仏選手権　男子単優勝：アンドレ・バシェロー（フランス）
- ウィンブルドン　男子単優勝：ウィルフレッド・バデリー（イギリス）、女子単優勝：シャーロット・クーパー（イギリス）
- 全米選手権　男子単優勝：フレッド・ホビー（アメリカ）、女子単優勝：ジュリエット・アトキンソン（アメリカ）

## バレーボール
- YMCAのウィリアム・G・モーガン、バレーボールを考案

## ボート
- オックスフォード・ケンブリッジ大学対抗レガッタ優勝：オックスフォード大学

## 野球

### 日本
- 2月22日 - 第一高等学校校友会野球部編『野球部史』刊行、中馬庚が翻訳した「野球」の訳語が公になる

### アメリカ大リーグ
- ナショナルリーグ優勝：ボルチモア・オリオールズ

## ヨット
- アメリカスカップ

ディフェンダー（アメリカ） 3-0 バルキリー3号（イングランド）

## ラグビー
- ホームネイションズ

優勝：スコットランド

## 陸上競技
- 9月21日 - ニューヨーク・アスレチック・クラブとロンドン・アスレチック・クラブとの間で、初めてクラブの国際対抗陸上競技会開催

## その他のスポーツ
- 3月20日 - 狩猟法制定
- 4月17日 - 大日本武徳会設立
- 10月26日～28日 - 平安神宮で大日本武徳会の第1回武徳祭大演武会開催

## 誕生
- 2月2日 - ジョージ・ハラス（アメリカ、アメリカンフットボール、+1983年）
- 2月6日 - ベーブ・ルース（アメリカ、野球、+1948年）
- 2月25日 - 内藤克俊（広島県、レスリング、+1969年）
- 2月27日 - 宮城山福松（岩手県、相撲、+1943年）
- 3月26日 - ビルホ・ツーロス（フィンランド、陸上競技、+1967年）
- 4月15日 - 広瀬謙三（愛知県、野球、+1970年）
- 4月25日 - スタンリー・ローズ（イギリス、サッカー、+1986年）
- 5月11日 - ジャック・ブルニョン（フランス、テニス、+1978年）
- 6月24日 - ジャック・デンプシー（アメリカ、ボクシング、+1983年）
- 9月17日 - ジェームズ・アンダーソン（オーストラリア、テニス、+1973年）
- 12月17日 - ジェラルド・パターソン（オーストラリア、テニス、+1967年）